# Негардув
Негардув (пол. Niegardów) — село в Польщі, у гміні Конюша Прошовицького повіту Малопольського воєводства.
Населення — 341 особа (2011).
У 1975-1998 роках село належало до Краківського воєводства.

## Демографія
Демографічна структура станом на 31 березня 2011 року:
|          | Загалом | Допрацездатний вік | Працездатний вік | Постпрацездатний вік |
| -------- | ------- | ------------------ | ---------------- | -------------------- |
| Чоловіки | 172     | 35                 | 123              | 14                   |
| Жінки    | 169     | 35                 | 104              | 30                   |
| Разом    | 341     | 70                 | 227              | 44                   |